# James Forrest (cestista)
James Curtnyle Forrest (Atlanta, 13 agosto 1972) è un ex cestista statunitense, professionista in Israele, Spagna, Italia e Grecia.

## Palmarès

### Squadra
- Coppa di Grecia: 1

Olympiakos: 2001-2002

### Individuale
- McDonald's All-American Game (1991)